# Ladislao Mittner
Ladislao Mittner (Fiume, 23 aprile 1902 – Venezia, 5 maggio 1975) è stato un germanista, critico letterario, filologo e accademico italiano.

## Biografia
Nacque a Fiume, oggi in Croazia, sotto l'Impero austro-ungarico, da padre ungherese. Ricevette una formazione culturale mitteleuropea e divenne un appassionato e profondo conoscitore della letteratura e della lingua tedesca.
Laureatosi a 21 anni presso l'università di Bologna (1923), dal 1925 al 1934 insegnò in una scuola a Brunico e di seguito in un liceo a Torino, e fu poi per trent'anni (1942-1972) docente presso il Dipartimento di germanistica dell'Università "Ca' Foscari" di Venezia.
Insigne filologo e critico, fu autore di un'apprezzata e diffusa grammatica della lingua tedesca (Mondadori, 1933 ed edizioni successive per oltre 50 anni) e di diversi saggi di lingua e letteratura su autori come Adalbert Stifter, Theodor Storm, Ludwig Tieck, Friedrich Schiller, Hermann Broch, Rainer Maria Rilke, Goethe, Friedrich Hölderlin, Thomas Mann.
La sua opera più nota è la monumentale Storia della letteratura tedesca (Einaudi, 1964-77 ed edizioni successive). Scrisse anche un importante volume più specifico, intitolato La letteratura tedesca del Novecento (1960). Spiccano tra gli altri i suoi studi riguardanti il Romanticismo tedesco: Ambivalenze romantiche. Studi sul Romanticismo tedesco (1960).

## Opere
- La concezione del divenire nella lingua tedesca (1931)
- L'opera di Thomas Mann (1936)
- La lingua tedesca e lo spirito dell'antica poesia germanica (1942)
- Ambivalenze romantiche (1954)
- La letteratura tedesca del Novecento e altri saggi (1960)
- L'espressionismo (1965)
- Saggi, divagazioni, polemiche (1965)